# Chodovlice
Chodovlice é uma comuna checa localizada na região de Ústí nad Labem, distrito de Litoměřice.